# Trichocera szechwanensis
Trichocera szechwanensis är en tvåvingeart som beskrevs av Alexander 1935. Trichocera szechwanensis ingår i släktet Trichocera och familjen vintermyggor. Inga underarter finns listade i Catalogue of Life.